# Son of God
Son of God (englisch für ‚Sohn Gottes‘) ist eine Bibelverfilmung über die Lebens- und Leidensgeschichte von Jesus von Nazareth aus traditioneller christlicher Sicht. In den US-Kinos startete der Film am 28. Februar 2014. Der Film ist der erste Kinofilm über Jesus seit Die Passion Christi aus dem Jahr 2004.

## Handlung
Erzählt wird die Geschichte Jesu von seiner Geburt über seine Jahre als Wanderprediger und Heiler bis zu seiner Verurteilung, Kreuzigung und Auferstehung.

## Hintergrund
2013 entstand unter der Leitung der Executive Producers Mark Burnett und Roma Downey und unter Beteiligung des History Channel die zehnteilige Miniserie Die Bibel, die im März 2013 in den USA Rekordquoten von bis zu 13 Millionen Zuschauern pro Episode erreichte. In dieser Serie wurden die bekanntesten Episoden des Alten und Neuen Testaments mit Hilfe von Spielszenen rekonstruiert, darunter auch in den Episoden 6 bis 9 auch die Lebensgeschichte Jesu. Diese Serie war zu Ostern 2014 in Deutschland bei VOX zu sehen und 2022 auf Bibel TV.
Auf Grund des Erfolgs der Serie entschlossen sich Burnett und Downey (sie verkörpert in der Serie zudem Maria, die Mutter Jesu), das Leben des Zimmermannes aus Nazareth auch auf die Kinoleinwand zu bringen. Dabei wurden die Szenen der Serie erweitert und zu einem über zweistündigen Film umgeschnitten.
In der Hauptrolle ist der 32-jährige portugiesische Schauspieler Diogo Morgado zu sehen.

## Einspielergebnis
In der Nacht seiner Veröffentlichung spielte der Film 1,2 Mio. US-Dollar in Nordamerika ein. Es wurde von Box Office Mojo geschätzt, dass der Film an seinem Startwochenende insgesamt 27,5 Mio. US-Dollar einspielen wird, am Ende waren es 26,5 Mio. US-Dollar.
Mit dem Stand vom 13. Mai 2014 hatte der Film knapp 60 Mio. US-Dollar in den USA sowie über 8 Mio. US-Dollar im Ausland eingespielt.

## Kritik
Son of God erhielt ein sehr schlechtes Presseecho, was sich auch in den Auswertungen US-amerikanischer Aggregatoren widerspiegelt. So erfasst Rotten Tomatoes größtenteils kritische Besprechungen und ordnet den Film damit als „Gammelig“ ein. Dort formuliert man den Kritikerkonsens: „Das Ehrfurchtsvolle mag seine Berechtigung haben, genügt aber nicht filmischen Ansprüchen; Son of God ist zu ausdruckslos und unbeholfen, um Leidenschaft zu wecken.“ („The faithful may find their spirits raised, but on purely cinematic terms, Son of God is too dull and heavy-handed to spark much fervor.“) Laut Metacritic fallen die Bewertungen im Mittel „Grundsätzlich Ablehnend“ aus.
TV Spielfilm schrieb, das „Jesus-Porträt (einnehmend dargestellt vom portugiesischen Exsoapstar Diogo Morgado) gefällt sich darin, sprunghaft, aber gefällig altbekannte Bibelstellen zu illustrieren. Regie und Schauspiel beweisen dabei nicht allzu viel Talent. Eine künstlerische Auseinandersetzung mit den Wurzeln des christlichen Glaubens findet nicht wirklich statt. Alles ist hier dick aufgetragene Emotion, die Musik von Hans Zimmer wühlt dazu genüsslich im Pathos. Fazit: Leider nichts Neues aus Jerusalem“.